# Corydoras bilineatus
Corydoras bilineatus är en fiskart som beskrevs av Knaack 2002. Corydoras bilineatus ingår i släktet Corydoras och familjen Callichthyidae. Inga underarter finns listade i Catalogue of Life.